# Кузык, Денис Викторович
Дени́с Ви́кторович Ку́зык (укр. Денис Вікторович Кузик; род. 18 сентября 2002, Богдановка, Тернопольская область) — украинский футболист, полузащитник клуба ЛНЗ.

## Клубная карьера
С февраля 2022 года на правах аренды находился в клубе «Колос» (Ковалёвка).
В сезоне 2021/22 на правах аренды играл в составе одесского «Черноморца». 25 июля 2021 года дебютировал в украинской премьер-лиге в матче против черниговской «Десны».

## Карьера в сборной
Выступает за молодёжную сборную Украины.

## Достижения
«Кривбасс»
- Бронзовый призёр чемпионата Украины: 2023/24